# برایری برنچ (ویرجینیا)
برایری برنچ (به انگلیسی: Briery Branch) یک منطقهٔ مسکونی در ایالات متحده آمریکا است که در شهرستان راکینگهام، ویرجینیا واقع شده‌است.